# Alex Somoza
Alex Somoza Losada (* 7. Juli 1986) ist ein andorranischer Fußballspieler. Bisher bestritt er fünf Länderspiele für die Fußballnationalmannschaft Andorras. Momentan spielt er für den CD Binéfar (Stand: Januar 2010) in der fünfthöchsten spanischen Liga.